# Ivan Masařík
Ivan Masařík (ur. 14 września 1967 w Jilemnicach) – czeski biathlonista, dwukrotny wicemistrz świata w biegu drużynowym.

## Kariera
W Pucharze Świata zadebiutował 19 stycznia 1989 roku w Borowcu, kiedy zajął 63. miejsce w biegu indywidualnym. Pierwsze punkty zdobył 20 lutego 1990 roku w Mińsku, zajmując 9. miejsce tej samej konkurencji. Na podium zawodów tego cyklu jedyny raz stanął 13 grudnia 1999 roku w Hochfilzen, kończąc rywalizację w biegu indywidualnym na trzeciej pozycji. W zawodach tych wyprzedzili go jedynie Białorusin Oleg Ryżenkow i Ole Einar Bjørndalen z Norwegii. Najlepsze wyniki osiągał w sezonie 1993/1994, kiedy zajął 23. miejsce w klasyfikacji generalnej.
Podczas mistrzostw świata w Mińsku/Oslo/Kontiolahti w 1990 roku wspólnie z Tomášem Kosem, Janem Matoušem i Jiřím Holubcem zdobył srebrny medal w biegu drużynowym. Na rozgrywanych pięć lat później mistrzostwach świata w Anterselvie powtórzył ten wynik, startując razem z Holubcem, Petrem Garabíkiem i Romanem Dostálem. Był też między innymi dziewiąty w biegu indywidualnym na MŚ 1990.
W 1992 roku wystartował na igrzyskach olimpijskich w Albertville, gdzie zajął 66. miejsce w biegu indywidualnym, dwunaste w sprincie i siódme w sztafecie. Podczas igrzysk w Lillehammer dwa lata później uplasował się na 34. pozycji w biegu indywidualnym i 12. w sztafecie. Najlepszy wynik osiągnął na igrzyskach olimpijskich w Nagano w 1998 roku, zajmując czwarte miejsce w biegu indywidualnym. Walkę o podium przegrał tam z reprezentującym Białoruś Ołeksijem Ajdarowem. Brał też udział w igrzyskach w Salt Lake City w 2002 roku, plasując się na 42. pozycji w biegu indywidualnym i 5. w sztafecie.

## Osiągnięcia

### Igrzyska olimpijskie
| Rok  | Miejscowość    | Konkurencje | Konkurencje | Konkurencje | Konkurencje | Konkurencje | Konkurencje | Konkurencje |
| Rok  | Miejscowość    | IN          | SP          | PU          | MS          | RL          | MR          | SR          |
| ---- | -------------- | ----------- | ----------- | ----------- | ----------- | ----------- | ----------- | ----------- |
| 1992 | Albertville    | 66.         | 12.         | nd.         | nd.         | 7.          | nd.         | –           |
| 1994 | Lillehammer    | 34.         | –           | nd.         | nd.         | 12.         | nd.         | –           |
| 1998 | Nagano         | 4.          | 15.         | nd.         | nd.         | 14.         | nd.         | –           |
| 2002 | Salt Lake City | 42.         | –           | –           | nd.         | 5.          | nd.         | –           |

### Mistrzostwa świata
| Rok  | Miejscowość            | Konkurencje | Konkurencje | Konkurencje | Konkurencje | Konkurencje | Konkurencje | Konkurencje |
| Rok  | Miejscowość            | IN          | SP          | PU          | MS          | RL          | MR          | SR          |
| ---- | ---------------------- | ----------- | ----------- | ----------- | ----------- | ----------- | ----------- | ----------- |
| 1990 | Mińsk/Oslo/Kontiolahti | 9.          | 27.         | nd.         | nd.         | –           | nd.         | –           |
| 1991 | Lahti                  | 24.         | 23.         | nd.         | nd.         | 10.         | nd.         | –           |
| 1993 | Borowec                | 58.         | 30.         | nd.         | nd.         | 12.         | nd.         | –           |
| 1995 | Anterselva             | 28.         | 19.         | nd.         | nd.         | –           | nd.         | –           |
| 1996 | Ruhpolding             | 24.         | 28.         | nd.         | nd.         | 12.         | nd.         | –           |
| 1997 | Osrblie                | 27.         | 41.         | 42.         | nd.         | 15.         | nd.         | –           |
| 1998 | Pokljuka               | nd.         | nd.         | 24.         | nd.         | nd.         | nd.         | –           |
| 1999 | Kontiolahti/Oslo       | 13.         | 43.         | 25.         | 24.         | 15.         | nd.         | –           |
| 2000 | Oslo/Lahti             | 38.         | 26.         | 47.         | –           | 7.          | nd.         | –           |
| 2001 | Pokljuka               | 76.         | 53.         | 47.         | –           | 14.         | nd.         | –           |

### Puchar Świata
| Sezon     | Miejsce |
| --------- | ------- |
| 1988/1989 | -       |
| 1989/1990 | 45.     |
| 1990/1991 | ?       |
| 1991/1992 | 81.     |
| 1992/1993 | 51.     |
| 1993/1994 | 23.     |
| 1994/1995 | 47.     |
| 1995/1996 | 35.     |
| 1996/1997 | 46.     |
| 1997/1998 | 29.     |
| 1998/1999 | 29.     |
| 1999/2000 | 39.     |
| 2000/2001 | 25.     |
| 2001/2002 | 77.     |

#### Miejsca na podium chronologicznie
| Lp. | Dzień      | Rok  | Miejscowość | Konkurencja                | Lokata | Pudła   | Czas biegu | Strata | Zwycięzca     |
| --- | ---------- | ---- | ----------- | -------------------------- | ------ | ------- | ---------- | ------ | ------------- |
| 1.  | 13 grudnia | 1998 | Hochfilzen  | Bieg indywidualny na 20 km | 3.     | 0+0+0+0 | 53:00,9    | +55,3  | Oleg Ryżenkow |